# Schlagmann (Sport)
Als Schlagmann (weibliche Bezeichnung: Schlagfrau) wird beim Rudern und im Kanusport derjenige Sportler bezeichnet, der die Schlagfrequenz eines Mannschaftsbootes bestimmt, also die Zeitpunkte, zu denen die Riemen oder Skulls bzw. Paddel in das Wasser eingesetzt und herausgehoben werden. Die anderen Sportler folgen seinen Bewegungen, damit das Boot gleichmäßig bewegt wird. Er hat damit auch die Aufgabe, eine möglichst konstante Schlagzahl zu halten und die Renntaktik vorzugeben. Beim Rudern sitzt der Schlagmann/die Schlagfrau immer im Heck.
Die Rolle des Schlagmannes über die ruderischen Aufgaben hinaus wird insbesondere von den Medien häufig überschätzt. Da es im Rudersport im Allgemeinen keine Rolle eines Mannschaftskapitäns gibt, füllt auch der Schlagmann diese Rolle nicht aus. Bootsinterne Kommunikation, beispielsweise im Training oder bei einer Ruderregatta, läuft über den Steuermann (sofern vorhanden) oder über einen im Mittelschiff des Bootes platzierten Ruderer. Dessen Ansagen sind für alle Mannschaftsmitglieder erheblich besser zu hören als die des Schlagmannes.
Weitere Funktionen in einem Ruder-Mannschaftsboot sind der Bugmann und der Steuermann, siehe dazu: Rudern#Die Mannschaft.